# Clayton Richard
Clayton Richard (né le 12 septembre 1983 à Lafayette, Indiana, États-Unis) est un lanceur gaucher de la Ligue majeure de baseball.

## Carrière

### White Sox de Chicago
Clayton Richard est repêché le 7 juin 2005 par les White Sox de Chicago. Il fait ses débuts en Ligue majeure le 23 juillet 2008 et prend part à deux rencontres de séries éliminatoires contre les Rays de Tampa Bay (6,1 manches lancées pour une moyenne de points mérités de 1,42).
Utilisé en relève et comme lanceur partant par les White Sox en 2009, il réussit dans ce dernier rôle son premier match complet dans une victoire de 11-4 de Chicago sur les Indians de Cleveland le 30 juin. Le 31 juillet 2009, Richard et trois de ses coéquipiers lanceurs (Aaron Poreda, Dexter Carter et Adam Russell) sont échangés aux Padres de San Diego en retour de Jake Peavy. 

### Padres de San Diego
Richard termine 2009 en effectuant 12 départs pour sa nouvelle équipe, remportant cinq victoires contre deux défaites. En 38 parties en 2009, dont 26 comme lanceur partant, il montre un dossier victoires-défaites de 9-5 avec une moyenne de points mérités de 4,41 pour Chicago et San Diego.
En 2010, Richard effectue 33 départs et remporte 14 matchs contre 9 défaites. Il abaisse sa moyenne de points mérités à 3,75 et franchit les 200 manches lancées en une saison pour la première fois. Le 21 septembre contre les Dodgers de Los Angeles, il réussit le premier jeu blanc de sa carrière.
Le 4 juillet 2011, Richard est retiré d'un match contre les Giants de San Francisco après avoir ressenti de la douleur dans son épaule gauche. Placé sur la liste des blessés, il y termine la saison. En 18 départs et 99 manches et deux tiers lancées en 2011, le gaucher affiche une moyenne de 3,88 points mérités accordés par partie, avec 5 victoires et 9 défaites.

### Diamondbacks de l'Arizona
Richard rejoint les Diamondbacks de l'Arizona le 1er août 2014. Il ne joue pas pour les Diamondbacks et dispute 4 matchs des ligues mineures avec des clubs qui leur sont affiliés.

### Pirates de Pittsburgh
Le 3 décembre 2014, Richard signe un contrat des ligues mineures avec les Pirates de Pittsburgh. Il ne porte jamais l'uniforme des Pirates et est assigné aux ligues mineures.

### Cubs de Chicago
Richard fait son retour dans les majeures après avoir que son contrat ait été racheté par les Cubs de Chicago le 3 juillet 2015. Il est libéré de son contrat par les Cubs le 3 août 2016.

### Padres de San Diego
Richard termine la saison 2016 avec San Diego, son ancienne équipe, et amorce la suivante avec le club.